# Arttu Kiramo
Arttu Mikael Kiramo (* 15. April 1990 in Jyväskylä) ist ein ehemaliger finnischer Freestyle-Skier. Er startete in den Buckelpisten-Disziplinen Moguls und Dual Moguls und nahm an zwei Olympischen Winterspielen sowie drei Freestyle-Skiing-Weltmeisterschaften teil.

## Werdegang
Kiramo startete im Februar 2004 in Sallatunturi erstmals im Europacup, wobei er den Dual-Moguls-Wettbewerb vorzeitig beendete. Bei den Juniorenweltmeisterschaften 2006 in Krasnoe Ozero belegte er den 14. Platz im Dual Moguls sowie den 11. Rang im Moguls und bei den Juniorenweltmeisterschaften 2007 in Airolo den 19. Platz im Dual Moguls sowie den 14. Rang im Moguls. Im Freestyle-Skiing-Weltcup debütierte er im März 2007 in Voss, wobei er die Plätze 40 und 28 im Moguls errang. Bei den Weltmeisterschaften 2009 in Inawashiro kam er auf den 24. Platz im Dual Moguls sowie auf den neunten Rang im Moguls und bei den Olympischen Winterspielen 2010 in Vancouver auf den 16. Platz im Moguls. In der Saison 2010/11 erreichte er mit Platz neun in Ruka sowie Rang acht in Lake Placid jeweils im Moguls seine ersten Top-Zehn-Platzierungen im Weltcup und zum Saisonende mit dem 18. Platz im Moguls-Weltcup sein bestes Gesamtergebnis. Beim Saisonhöhepunkt, den Weltmeisterschaften 2011 in Deer Valley, wurde er Zwölfter im Moguls und Siebter im Dual Moguls. Auch in der folgenden Saison errang er den 18. Platz im Moguls-Weltcup. Dabei kam er mit Platz acht im Moguls in Ruka letztmals im Weltcup unter die ersten Zehn. Zudem holte er beim Europacup in Jyväskylä zwei Siege im Moguls und fuhr damit auf den neunten Platz in der Moguls-Wertung. Bei den Weltmeisterschaften 2013 in Voss belegte er den 20. Platz im Moguls und den 13. Rang im Dual Moguls. In der Saison 2013/14 wurde er finnischer Meister im Moguls und errang bei den Olympischen Winterspielen 2014 in Sotschi den 22. Platz im Moguls. Im folgenden Jahr holte er in Jyväskylä seinen dritten Sieg im Europacup. Seinen 69. und damit letzten Weltcup absolvierte er im Dezember 2015 in Ruka, welchen er auf dem 29. Platz im Dual Moguls beendete.

## Erfolge

### Olympische Spiele
- 2010 Vancouver: 16. Platz Moguls
- 2014 Sotschi: 22. Platz Moguls

### Weltmeisterschaften
- 2009 Inawashiro: 9. Platz Moguls, 24. Platz Dual Moguls
- 2011 Deer Valley: 7. Platz Dual Moguls, 12. Platz Moguls
- 2013 Voss: 13. Platz Dual Moguls, 20. Platz Moguls

### Weltcupwertungen
| Saison  | Gesamt | Gesamt | Moguls | Moguls |
| Saison  | Platz  | Punkte | Platz  | Punkte |
| ------- | ------ | ------ | ------ | ------ |
| 2006/07 | -      | -      | 55.    | 3      |
| 2007/08 | 119.   | 5      | 34.    | 47     |
| 2008/09 | 118.   | 6      | 31.    | 50     |
| 2009/10 | 63.    | 12     | 21.    | 118    |
| 2010/11 | 70.    | 13     | 18.    | 138    |
| 2011/12 | 77.    | 12     | 18.    | 155    |
| 2012/13 | 112.   | 10     | 22.    | 117    |
| 2013/14 | 184.   | 4      | 35.    | 48     |
| 2015/16 | 254.   | 0,25   | 55.    | 2      |

### Europacup
- 5 Podestplätze, davon 3 Siege

### Juniorenweltmeisterschaften
- Krasnoe Ozero 2006: 11. Platz Moguls, 14. Platz Dual Moguls
- Airolo 2007: 14. Platz Moguls, 19. Platz Dual Moguls

### Weitere Erfolge
- 1 finnische Meistertitel: (Moguls 2014)